# St. Maria Magdalena (Kirchleus)

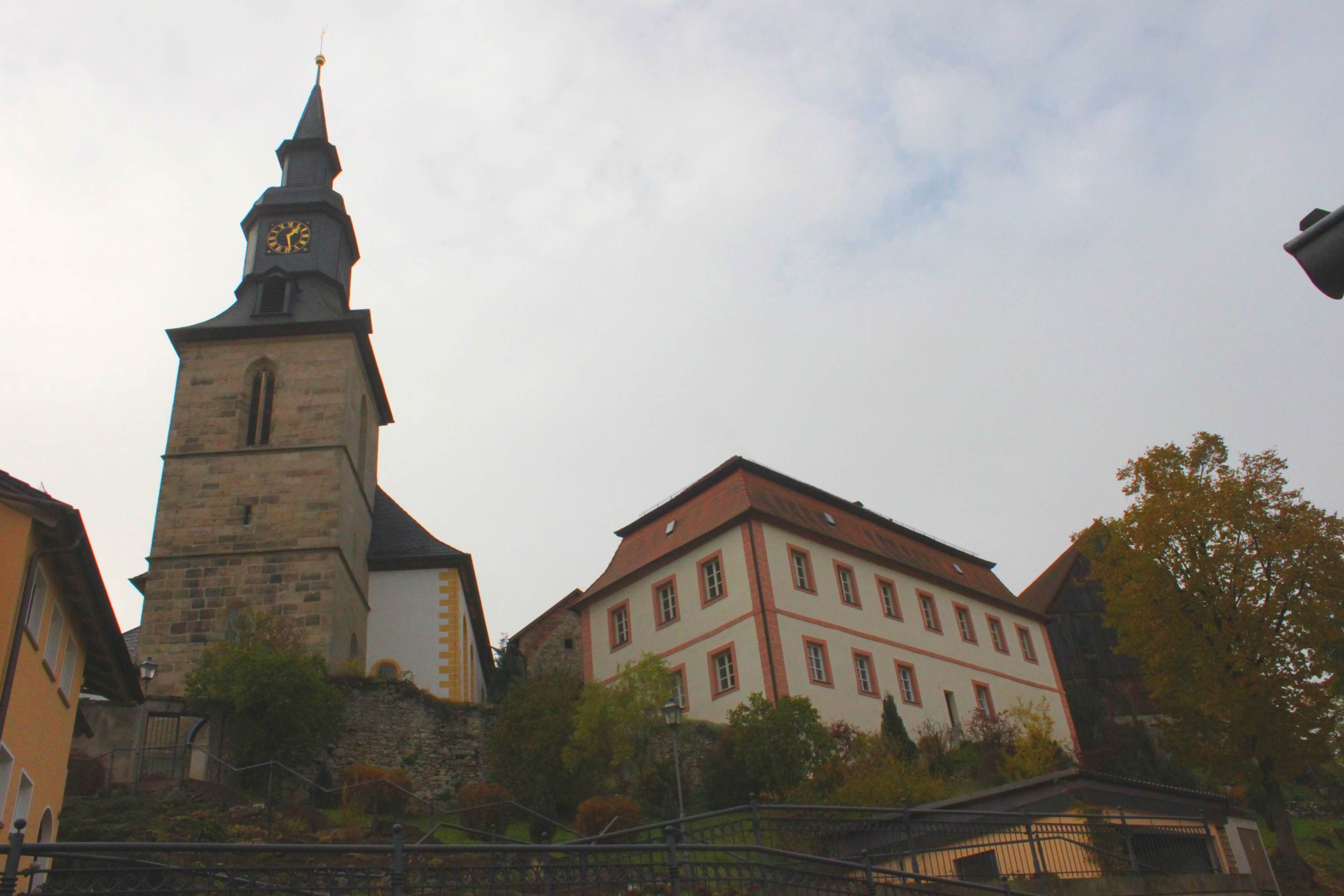
St. Maria Magdalena

St. Maria Magdalena ist eine nach Maria Magdalena, einer in allen vier Evangelien bezeugten Jüngerin Jesu, benannte Kirche der evangelisch-lutherischen Pfarrei Kirchleus/Gössersdorf (Dekanat Kulmbach).

## Baubeschreibung und -geschichte
Die jetzige Kirche wurde von 1772 bis 1776 an der Stelle ihrer zwei Vorgängerkirchen errichtet. Von der letzten Kirche wurde der Taufstein übernommen, der 1581 vom Kulmbacher Bilderhauer und Maler Wolf Keller geschaffen wurde. Dieser zeigt die Wappen des Stifterpaares von Guttenberg und von Waldenfels und die Taufe Jesu am Jordan. Ebenfalls übernommen wurde der aus dem Jahr 1754 stammende Epistelstuhl.
1770 wurde der alte Kirchturm wegen Baufälligkeit abgetragen und 1772 der neue unter der Leitung des Baumeisters Johann Wölfel errichtet. Es wurden drei Glocken montiert, die bis heute erhalten geblieben sind. Ebenfalls unter der Leitung von Wölfel wurde im Jahr 1774 dann eine neue Kirche gebaut, weil die alte Kirche nach dem damaligen Pfarrer „zu niedrig, zu eng und zu finster“ war. Das Mauerwerk bis auf die Höhe der Portale wurde übernommen. Davon zeugen noch die Reste eines kleinen gotischen Fensters an der Nordostseite neben dem Turm und die Spitzbögen der Portale. Das neu errichtete Kirchenschiff war genauso breit wie das alte, jedoch länger und höher.
Im Anschluss erfolgte der Innenausbau im Barockstil wahrscheinlich unter der Leitung des Hofstuckateurs Rudolf Albini.
Zur Ausstattung gehört ein barocker Kanzelaltar, dessen Erschaffer unbekannt ist. Über der Kanzel ist der Auferstandene zu sehen, der das Kreuz hält. Darüber befindet sich das Symbol für Gott.
Am 2. Juli 1776, dem Gedenktag Mariä Heimsuchung, konnte die Einweihung der neuen Kirche gefeiert werden. Dieser Tag ist bis heute der Kirchweihsonntag. Davor wurde Kirchweih immer am Maria-Magdalenen-Tag (22. Juli) gefeiert.
Die Orgel wurde 1889 von der Firma Steinmeyer aus Oettingen als Opus 388 gefertigt. Sie umfasst 12 Register auf zwei Manualen und Pedal.
1979 erfolgte eine umfassende Innenrenovierung der Kirche. 1997 wurde eine Außenrenovierung durchgeführt.

### Pfarrer
- Veit von Guttenberg (Anfang 16. Jahrhundert)
- Pancratius Feintel (1573–1585)
- Johann Winter (1624–1635)
- Georg Meiner (1636–1668)
- Johann Keppel (1668–1673)
- Andreas Mösch (1674–1724)
- Pfarrer Schaller (1724–1749)
- Johann Christoph Fröhlich (1750–1760)
- Johann Georg Kapp (1760–1781)
- Friedrich Raab (1781–1804)
- Heinrich Carl Erdmann Barnickel (1804–????)
- Carl Gottlieb Friedrich Müller (1850–1863)
- Friedrich August Pfäfflin (1863–1870)
- Karl Christian Marian Schott (1870–1873)
- Friedrich Gottlieb Jakob Brock (1874–1878)
- Camill Carl Liederer von Liederscron (1879–1891)
- Traugott Oskar Wagner (1896–1901)
- Friedrich Schobert (1902–1930)
- Heinz Schuster (1930–1964)
- Manfred Voigt (1965–1995)
- Christa Gaiser (1995–)
- Christian Alexander Schmidt (2011–2023)
- Diakon Holger Goller (2023–)

## Kirchengemeinde
Im Jahr 1249 gründete die Urpfarrei Altenkunstadt in Kirchleus eine Filiale, die im 14. Jahrhundert selbständig wurde. Als Gründer und Ausstatter der Kirche gelten die Henlein von Plassenberg. Im Jahr 1398 entstand die St.-Egidius-Kirche in Gössersdorf als Filiale von Kirchleus.
Kirchleus (530 Gemeindeglieder) bildet zusammen mit der Kirchengemeinde Gössersdorf (113 Gemeindeglieder) nach wie vor eine Pfarrei. Die Kirchengemeinde Kirchleus umfasst die Orte Bärnhof, Einsiedel, Esbach, Holzmühle, Kirchleus, Lösau, Oberdornlach, Rosengrund, Rucksmühle, Sackenreuth, Schimmendorf, Unterdornlach, Wadel und Welzmühle.
Die Kirchengemeinde pflegt seit 1990 eine Partnerschaft mit der thüringischen evangelisch-lutherischen Kirchengemeinde St. Matthäus Spechtsbrunn.